# Friedlieb Ferdinand Runge
Friedlieb (o Friedlob, i de vegades denominat erròniament "Friedrich") Ferdinand Runge (1795 – 1867) va ser un químic analític alemany.
Runge va dur a terme experiments químics des de molt jove, identificant per casualitat els efectes midriàtics de l'extracte de belladona. L'any 1819 va mostrar la seva troballa a Goethe, qui el va animar a analitzar el cafè. Uns mesos més tard, Runge va identificar la cafeïna.
Runge va estudiar química a Jena i Berlín, on va obtenir el seu doctorat. Després d'una gira per Europa durant tres anys, va ser professor de Química a la Universitat de Breslau fins a 1831. A partir de llavors i fins a 1852 va treballar per a una empresa de productes químics, però va ser acomiadat per un gestor ressentit i va morir quinze anys més tard en la pobresa.

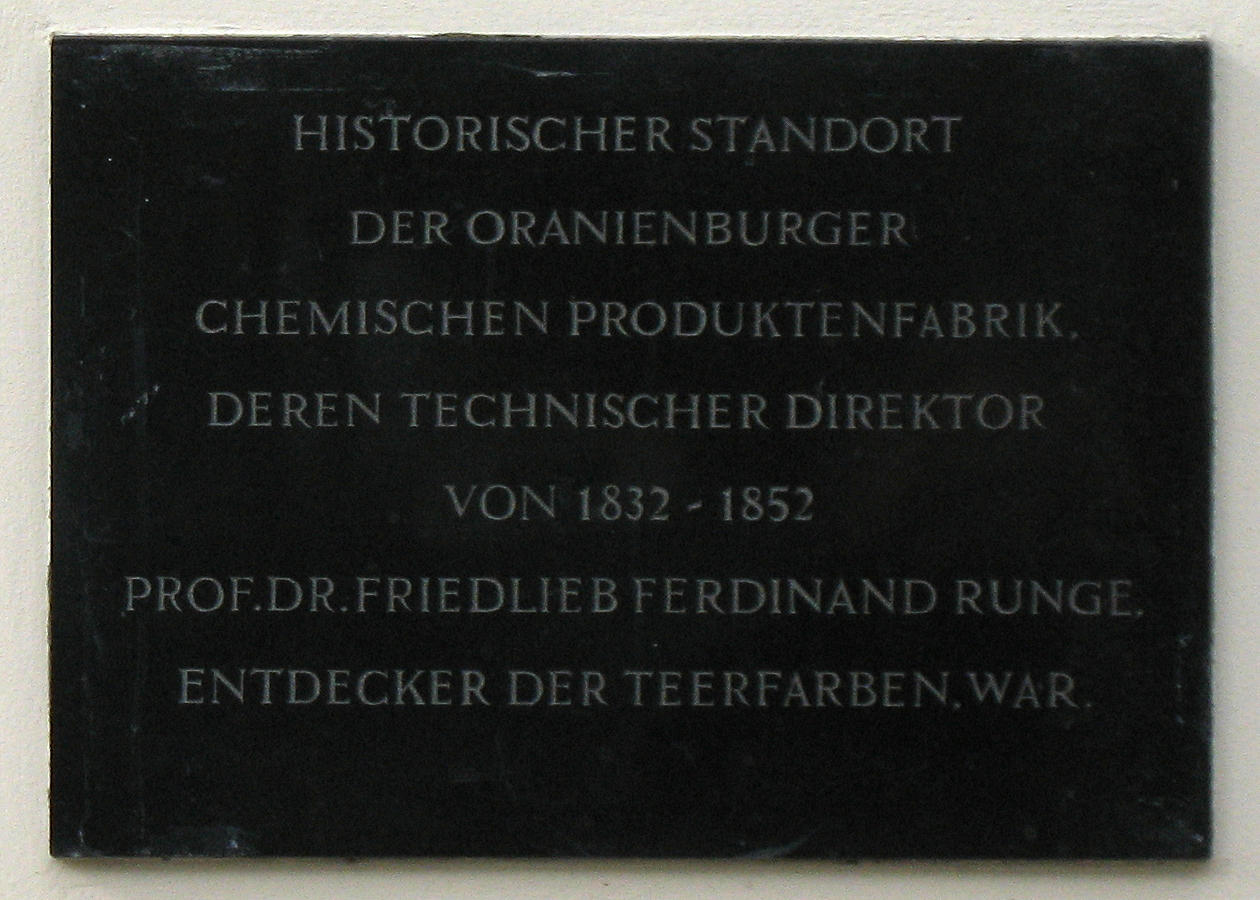
Placa commemorativa a Oranienburg. Diu: Lloc històric de la factoria de productes químics d'Oranienburg, de la que va ser director tècnic des de 1832 fins a 1852 el Prof. Dr. Friedlieb Ferdinand Runge, descobridor dels colorants del quitrà d'hulla.

El seu treball químic inclou la química de la purina, la identificació de la cafeïna, el primer colorant de quitrà d'hulla (blau d'anilina), productes de quitrà d'hulla (i un gran nombre de substàncies que es deriven de quitrà d'hulla), la cromatografia de paper, el pirrole, la quinoleïna, el fenol, el timol i l'atropina.
Va ser el primer a adonar-se en 1855 el fenomen d'anells de Liesegang. Els va observar en el curs dels experiments sobre la precipitació dels reactius en paper assecant.